# 高城胤知
高城 胤知(たかぎ たねとも、生年不明 - 天正18年(1590年))は、戦国時代の武将。

## 生涯
高城氏当主である高城胤吉の次男として生まれた。永禄3年(1560年)、上杉謙信が関東出兵を行うと兄の胤辰に従い、一時後北条氏から離反する。翌年後北条氏に復帰を許されるものの、裏切ったことのの代償として、上杉方に追われていた古河公方足利義氏へ小金城を仮の御所として提供するように命じられている。天正18年(1590年)の小田原城征伐には甥の胤則に従って後北条方につき、小田原城に籠城した。